# Roman Prymula
Roman Prymula (ur. 4 lutego 1964 w Pardubicach) – czeski epidemiolog, nauczyciel akademicki i polityk, pułkownik, profesor, w latach 2017–2020 wiceminister zdrowia, a od września do października 2020 minister zdrowia Republiki Czeskiej.

## Życiorys
W 1982 ukończył szkołę średnią w Pardubicach. W 1988 został absolwentem studiów medycznych, które od 1982 odbywał na wydziale lekarskim Uniwersytetu Karola z siedzibą w Hradcu Králové. Kształcił się również w wojskowym instytucie medycznym. W 1994 uzyskał stopień kandydata nauk. Doktoryzował się w 1999 w Wojskowej Akademii Medycznej w Hradcu Králové. Specjalizował się w zakresie higieny i epidemiologii.
Pod koniec lat 80. podczas odbywania specjalizacji pracował jako lekarz w szpitalu wojskowym w Pilźnie i szpitalu uniwersyteckim w Hradcu Králové. Następnie zawodowo związany z Wojskową Akademią Medyczną w drugim z tych miast, od 1996 na stanowisku docenta. W latach 1995–1997 kierował zespołem epidemiologicznym, a od 1998 do 2003 był kierownikiem katedry zarządzania i farmacji wojskowej. W latach 1997–2002 pełnił funkcję prorektora akademii, następnie do 2004 zajmował stanowisko rektora tej uczelni. Awansowany do stopnia wojskowego pułkownika. Gdy w 2004 powstał nowy Univerzita obrany, Roman Prymula został pracownikiem tej uczelni, w 2007 objął tam stanowisko profesora. Był dziekanem wydziału (2004–2009) i kierownikiem zakładu epidemiologii (2006–2009). W latach 2009–2017 pełnił funkcję dyrektora szpitala uniwersyteckiego w Hradcu Králové, a w 2013 został profesorem na wydziale lekarskim Uniwersytetu Karola.
W latach 2016–2017 był doradcą ministra zdrowia, następnie do 2020 wiceministrem w tym resorcie. W czerwcu 2020, w okresie pandemii COVID-19, przeszedł na stanowisko pełnomocnika rządu do spraw nauki i badań w dziedzinie ochrony zdrowia. We wrześniu 2020 zastąpił Adama Vojtěcha na urzędzie ministra zdrowia w drugim rządzie Andreja Babiša. Odwołany po niespełna 40 dniach urzędowania pod koniec października 2020 – powodem było upublicznienie zdjęć, na których zarejestrowano, jak minister opuszczał restaurację otwartą z naruszeniem ograniczeń wprowadzonych w związku z pandemią COVID-19.